# Xestia vernilis
Xestia vernilis är en fjärilsart som beskrevs av Augustus Radcliffe Grote 1879. Xestia vernilis ingår i släktet Xestia och familjen nattflyn. Inga underarter finns listade i Catalogue of Life.